# Ганс ван Мірло
Ганс ван Мірло (нід. Hans van Mierlo; 18 серпня 1931, м. Бреда — 11 березня 2010, Амстердам) — нідерландський державний діяч, дипломат.

## Біографія
Народився 18 серпня 1931 року в місті Бреда, Північний Брабант, Нідерланди. У 1960 закінчив університет Неймегена, магістр права.
З 1960 по 1967 — редактор внутрішньополітичного відділу видання «Algemeen Handelsblad» (Амстердам), редактор сторінки з редакційними статтями і з листами читачів.
У 1966 — один із засновників та керівник ліво-ліберальної партії «Демократи 66».
З 1967 по 1977 — депутат палати представників парламенту Нідерландів.
З 1967 по 1973 — лідер парламентської фракції «Демократи 66».
З 1977 по 1981 — відійшов від політичної діяльності.
З 1981 по 1982 — міністр оборони Нідерландів.
З 1983 по 1986 — член Сенату Нідерландів.
З 1986 по 1994 — депутат Палати представників Парламенту Нідерландів, лідер парламентської фракції «Демократи 66».
З 1994 по 1998 — віце-прем'єр і міністр закордонних справ Нідерландів.
З 1998 — призначений Королевою Нідерландів Беатрікс на почесну посаду державного міністра.
З 1998 — депутат палати представників парламенту Нідерландів.
11 березня 2010 року — помер в Амстердамі, Нідерланди.